# Сосновоборски градски округ
Сосновоборски градски округ (рус. Сосновоборский городской округ) административно-територијална је јединица другог нивоа и градска општина на крајњем западу Лењинградске области, на северозападу европског дела Руске Федерације.
Административни центар округа је град Соснови Бор.

## Географија
Сосновоборски округ налази се у западном делу Лењинградске области, на обали Копорског залива Финског залива. Са свих осталих страна, у виду полуенклаве, окружен је територијом Ломоносовског рејона. налази се на око 100 километара западно од историјског центра Санкт Петербурга са којим је директно повезан аутопутем и железницом. Преко територије округа протичу реке Воронка, Коваши и Систа.
Градски округ обухвата територију површине 72 км² и територијално је најмања општинска јединица Лењинградске области.

## Историја
Сосновоборски градски округ успостављен је 1. јануара 2006. обласним законом № 22-оз од 31. марта 2005. године.

## Демографија и административна подела
Према подацима пописа становништва из 2010. на територији рејона је живело укупно 65.788 становника, док је према процени из 2015. ту живело 69.333 становника, или у просеку 936,07 ст/км². По броју становника популација овог округа чини око 3,8% свеукупне обласне популације.
| 1959. | 1970.  | 1979.  | 1989.  | 2002.  | 2010.  | 2015.   |
| ----- | ------ | ------ | ------ | ------ | ------ | ------- |
| 1.742 | 14.035 | 42.205 | 55.800 | 66.181 | 65.788 | 67.397* |

Напомена:* Према процени националне статистичке службе. 